# Klaus Thiele
Klaus Thiele (Potsdam, Brandeburgo, Alemania, 21 de enero de 1958) es un atleta  retirado, especializado en la prueba de 4x400 m en la que, compitiendo con la República Democrática Alemana, llegó a ser subcampeón olímpico en 1980.

## Carrera deportiva
En los JJ. OO. de Moscú 1980 ganó la medalla de plata en los relevos 4x400 metros, con un tiempo de 3:01.26 segundos, llegando a meta tras la Unión Soviética y por delante de Italia, siendo sus compañeros de equipo: Andreas Knebel, Frank Schaffer y Volker Beck.